# Dalixia Fernández
Dalixia Fernández Grasset (* 26. November 1977 in Guantánamo) ist eine ehemalige kubanische Beachvolleyballspielerin. Sie nahm an drei Olympischen Spielen teil.

## Karriere
Fernández spielte ihre ersten Open-Turniere im Jahr 2000 mit Tamara Larrea. Beim olympischen Turnier in Sydney kämpften sich die Kubanerinnen nach einer klaren Auftaktniederlage gegen die brasilianischen Silbermedaillengewinner noch ins Achtelfinale und unterlagen dort den US-Amerikanerinnen Davis/Jordan. 2001 kamen sie bei vielen FIVB-Turnieren in die Top Ten. Bei der Weltmeisterschaft in Klagenfurt erreichten sie ohne Satzverlust das Achtelfinale, das sie gegen Wood/Bragado aus den USA verloren. Die Goodwill Games in Brisbane beendeten sie auf dem achten Rang. Von Ende 2001 bis 2002 spielte Fernández mit Yoselín Roque und wurde dreimal Neunte bei Open-Turnieren.
2003 kam sie wieder mit Tamara Larrea zusammen und belegte in Rhodos gleich den vierten Platz. Bei der WM in Rio de Janeiro scheiterte das wiedervereinte Duo in der ersten Hauptrunde an den späteren Bronzemedaillengewinnern Cook/Sanderson aus Australien. Die zweite Olympiateilnahme der beiden Kubanerinnen endete 2004 in Athen im Achtelfinale gegen die Kanadierinnen Dumont/Martin. In Berlin, wo sie beim Grand Slam 2004 bereits das Endspiel erreicht hatten, verpassten sie bei der Weltmeisterschaft 2005 durch eine Niederlage gegen das chinesische Paar Tian Jia/Wang Fei nur knapp eine Medaille.
2007 in Gstaad verloren sie in der WM-Vorrunde unter anderem gegen ihre nationalen Konkurrentinnen Ribalta/Crespo und belegten nach der Achtelfinale-Niederlage gegen die US-Amerikanerinnen Branagh/Youngs den neunten Platz. Genau dasselbe Ergebnis gab es ein Jahr später beim olympischen Turnier in Peking. Nach ihrer dritten Olympiateilnahme beendete Larrea ihre internationale Karriere. Fernández absolvierte 2009 noch einige Turniere mit Esteves Ribalta. Bei der WM in Stavanger unterlag das kubanische Duo in der ersten Hauptrunde nach drei Sätzen den Brasilianerinnen Ana Paula/Shelda.
Nach ihrem Rückzug vom aktiven Sport war sie 2010 als Beachvolleyball-Schiedsrichterin tätig.